# Johanneskirche (Erfurt)

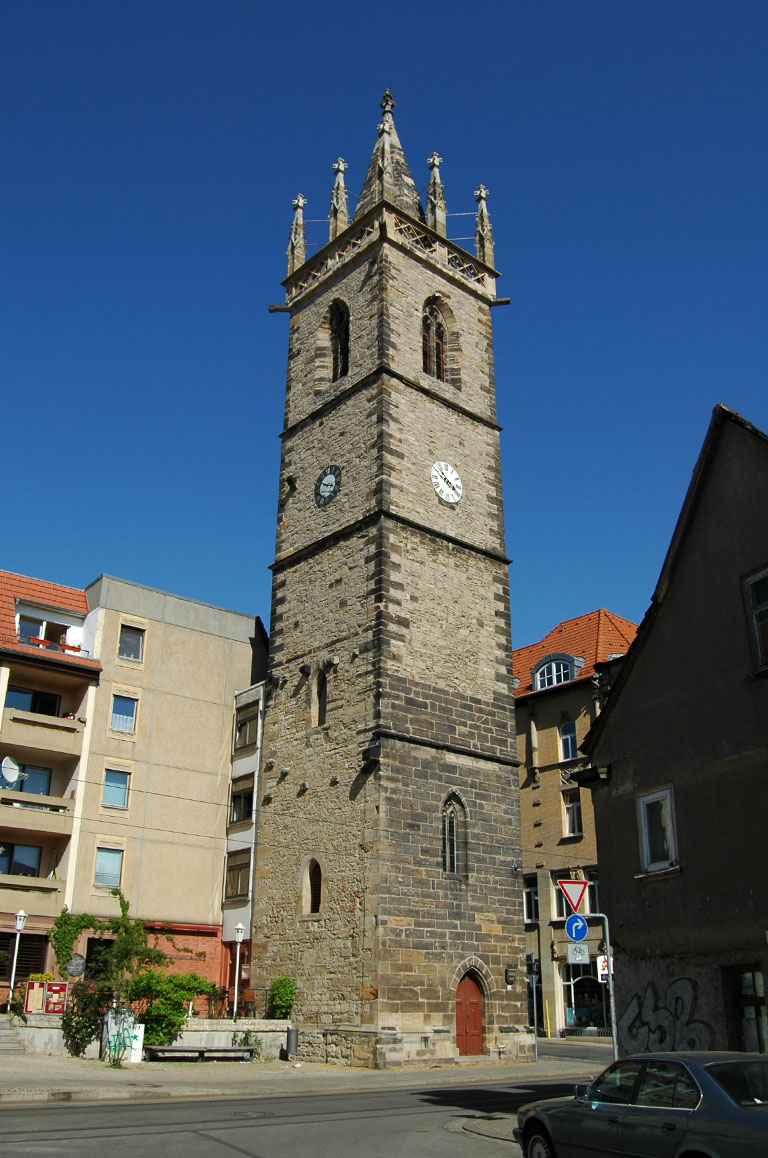
Der Johannesturm

Die Johanneskirche war eine Kirche in der Altstadt von Erfurt. Von ihr leiten sich auch die Namen der Johannesstraße, der Johannesvorstadt und des Johannesplatz ab. Heute ist nur noch ihr Turm, der Johannesturm, erhalten.

## Geschichte
Die Johanneskirche wurde 1131 erstmals urkundlich erwähnt. Der letzte Bau, zu dem auch der heute vorhandene Turm zählt, wurde zwischen 1469 und 1486 im gotischen Stil errichtet. Bereits mit der Einführung der Reformation 1525 endete die Nutzung der Kirche als Gebetshaus. Es folgten verschiedene andere Nutzungen, bevor die Kirche zwischen 1817 und 1819 abgerissen wurde.
Der Johannesturm dient heute dem benachbarten Augustinerkloster als Glockenturm.